# Deutsche Tibet-Expedition 1938/39

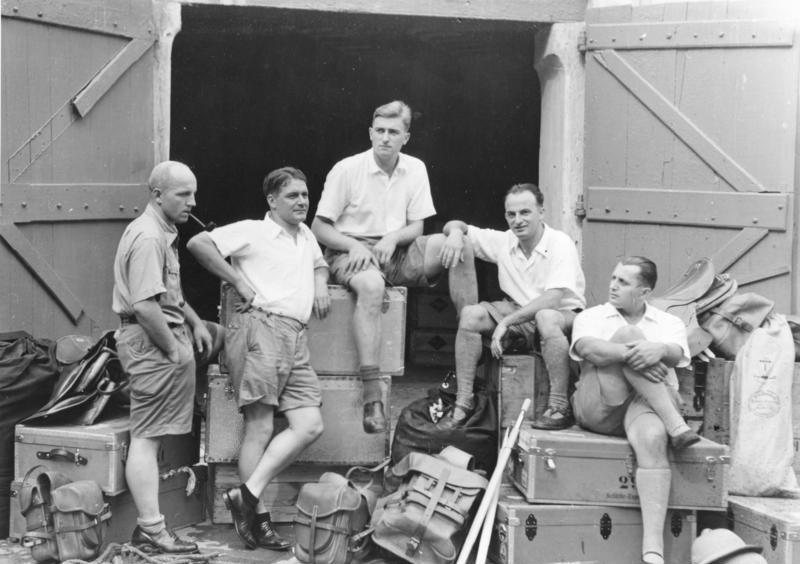
Expeditionsteilnehmer in Kalkutta, von links: Karl Wienert, Ernst Schäfer, Bruno Beger, Ernst Krause und Edmund Geer (1938)

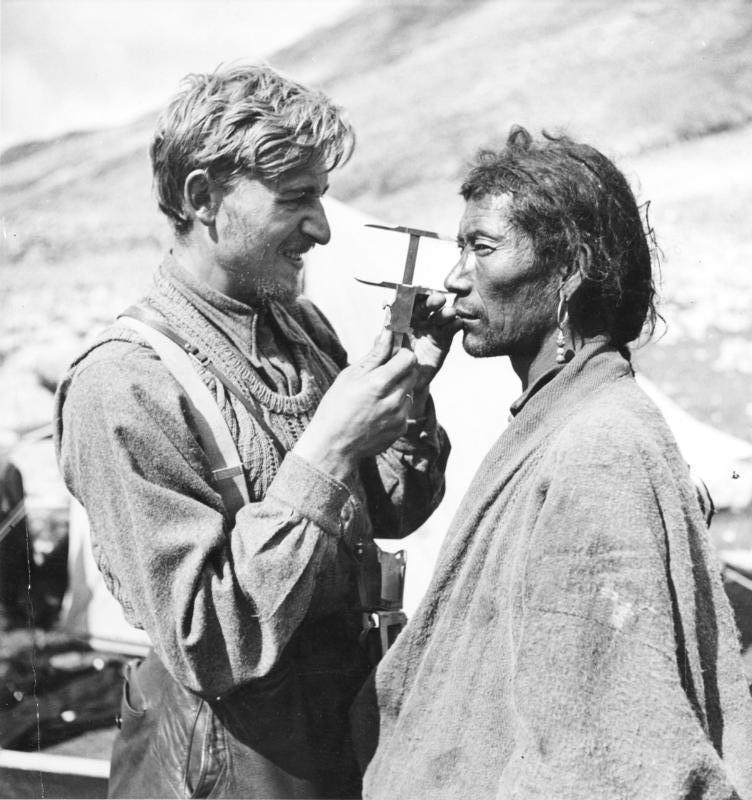
Der Anthropologe und SS-Hauptsturmführer Bruno Beger vermisst die Gesichtsproportionen eines Tibeters (1938).

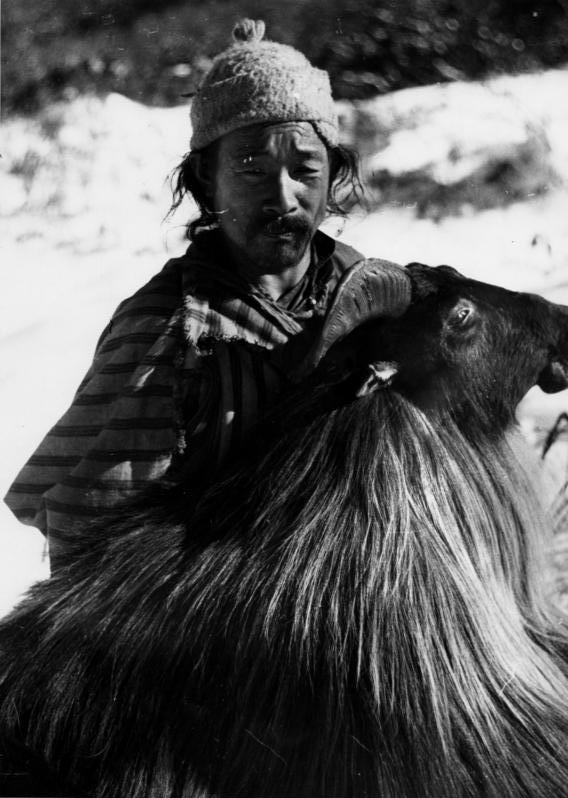
Einheimischer Jäger mit erlegtem Schapi

Die Deutsche Tibet-Expedition 1938/39 führte nach Zentraltibet. Sie wurde von dem deutschen Zoologen Ernst Schäfer geleitet und von der SS-Organisation Ahnenerbe sowie von Heinrich Himmler gefördert. Zu den Zielen der Expedition gehörte die Suche nach kälteresistenten Getreidearten und einer robusten Pferderasse für die deutsche Kriegswirtschaft sowie nach Indizien für die Hypothese, in der Abgeschiedenheit des Himalaya hätten sich Reste ur-arischer Populationen erhalten.

## Verlauf und Dokumentation
Im April 1938 brachen Schäfer und vier Begleiter von Genua aus in den Himalaya auf. Anfang 1939 erreichten sie als erste Deutsche die „verbotene Stadt“ Lhasa, wo sie sich für zwei Monate aufhielten und erste diplomatische Kontakte zwischen dem Deutschen Reich und Tibet knüpften. Im weiteren Expeditionsverlauf mit sechs Monaten Aufenthalt in Sikkim dokumentierten sie die Tier- und Pflanzenwelt des Himalaya und sammelten Materialien und Daten über die tibetische Bevölkerung. Der vom SS-Rasse- und Siedlungshauptamt für die Expedition abgestellte Anthropologe Bruno Beger vermaß die Schädel von Angehörigen verschiedener Völker in Tibet für seine rassekundlichen Forschungen und hoffte, auf diese Weise Hinweise auf die Ursprünge der „arischen Rasse“ zu finden.
Nach seiner Rückkehr im August 1939 veröffentlichte Schäfer eine Reihe von Beiträgen mit zumeist landeskundlichem Schwerpunkt. Im Mittelpunkt der naturwissenschaftlichen Berichterstattung über die Expedition stand die vermeintliche Entdeckung des jedoch schon bekannten, so genannten „Schapi“ (Hemitragus jemlahicus), während die anthropometrischen Untersuchungen in den Hintergrund traten.
Die von den Expeditionsteilnehmern aus Tibet mitgebrachten Materialien wurden in der eigens gegründeten „Forschungsstätte für Innerasien und Expeditionen im Ahnenerbe der SS“ im Haus der Natur Salzburg untersucht. Hier erfolgten auch die Planungsarbeiten für das projektierte Unternehmen Sonderkommando K, das allerdings durch die Niederlage bei Stalingrad verhindert wurde.
Zudem wurde Hunde aus Tibet mit nach Deutschland gebracht, die nach ursprünglichem, aber nicht vollendeten Plan der SS von Hermann Peters zu „Schutzhunden für den Kampf im Osten“ herangezüchtet werden sollten.
Das umfangreiche Filmmaterial der Expedition wurde für den 1943 uraufgeführten Film Geheimnis Tibet verwendet, der vom Reichsministerium für Volksaufklärung und Propaganda als „jugendwert sowie staatspolitisch, kulturell und künstlerisch wertvoll“ eingestuft wurde. Die Expedition wurde dabei als Paradebeispiel nationalsozialistischer Wissenschaftsarbeit dargestellt. Beim Publikum fand der Film begeisterte Aufnahme und trug damit „zur bewußten Politisierung der deutschen Bevölkerung durch die Illustration deutschen Kampfgeistes in der ästhetischen und eindrucksvollen Bergwelt des höchsten Gebirges der Welt“ (Mierau) bei. 
Eine aus Metall des Chinga-Meteoriten angefertigte Statue wurde 2012 in den populären Medien den mitgebrachten historischen Artefakten zugeordnet. Ob diese Statue tatsächlich von Ernst Schäfer, der bei seiner Expedition alles sorgfältig dokumentierte, nach Deutschland gebracht wurde, bleibt allerdings zweifelhaft. „Es gibt eine sehr genau geführte Liste mit Datum, Ort und Wert der gekauften Objekte“ erklärte die Historikerin Isrun Engelhardt, die sich intensiv mit der Schäfer-Expedition beschäftigt hat. In dieser Liste sind einige Statuen aufgeführt, aber keine der Beschreibungen passt zu der oben erwähnten Buddhastatue. Zudem sind die Form von Hose und Schuhwerk, der einzelne Ohrring und auch der Bart des Mannes untypisch. Experten vermuten eine Entstehung zwischen 1910 und 1970.

## Dokumentarfilm
- ZDF info: zdf.de: Himmlers Suche nach Atlantis (43 min, 2013)